# Mental Suicide
Pour plus de détails, voir Fiche technique et Distribution.

Mental Suicide est un film muet américain réalisé par Allan Dwan et sorti en 1913.

## Fiche technique
- Réalisation : Allan Dwan
- Scénario : Wallace Reid
- Production : Pat Powers
- Durée : 20 minutes
- Date de sortie : États-Unis : 27 juillet 1913

## Distribution
- Wallace Reid : Reid
- Pauline Bush : Pauline
- Jessalyn Van Trump : Toodles
- Marshall Neilan : Neilan
- David Kirkland : Kirkland